# Таня Рибич
Таня Рибич (словен. Tanja Ribič; нар. 28 червня 1968) — словенська актриса та співачка, відома своїм виступом на Євробаченні 1997.

## Біографія
Рибіч закінчила Академію театру, радіо, кіно і телебачення в Любляні. Вона є членом міського театру Любляни з 1992 року.
Вона представляла Словенію на Євробаченні 1997 з піснею «Zbudi se» та фінішувала десятою.
Її найпомітніша роль на телебаченні — Магда Велепіч у словенському серіалі «Наша мала клініка».
У квітні 2009 року Рибич та Бранко Джуріч знялися у фільмі «Луніна перша ніч», який вийшов англійською мовою.
У 2014 році вона була членом журі в телешоу «Znan obraz ima svoj glas».

## Особисте життя
Одружена з актором і режисером Бранко Джуричем. Їх часто в ЗМІ зображують як друзів Анджеліни Джолі та Бреда Пітта.

## Кіноролі
- 1990, Umetni raj - реж. Карпо Година
- 1994, Халгато, в ролі Іза
- 1994–1997, Teater Paradižnik, [10] телесеріал, у ролі Мар’яни Велепіч
- 1996, Junaki petega razreda, як викладач
- 2000, список Непопізан, як мати Яна
- 2001, Нічия земля
- 2002, Каймак в Мармеладі, як Шпела
- 2004–2007, Наша мала клініка, серіал, у ролі Магди Велепіч
- 2009, Луніна перша ноч
- 2011, Traktor, ljubezen in rock’n’roll, в ролі Сільвії
- 2012, Hvala za Sunderland, в ролі Сабіни
- 2014, Dekleta ne jočejo [11]
- 2014, Atomski zdesna, як Sonja
- 2014, Листя дерева, як черниця

## Театральні ролі
- 1999, Пігмаліон, Міський театр Любляни, в ролі Елізи Дулітл
- 2001, Сірано де Бержерак, Міський театр Любляни, в ролі Роксани
- 2007, Людомржнік, Міський театр Любляни, в ролі Селімена
- 2007, Zgodbe щодня норості, Міський театр Любляни, в ролі Аліси
- 2008, Tri sestre, Міський театр Любляни, в ролі Ірини
- 2008, Punce in pol, Міський театр Любляни, в ролі Марлени
- 2009, Ослі, Міський театр Любляни, в ролі Клеарета
- 2011, Namišljeni bolnik, Міський театр Любляни, як Беліна
- 2012, Čarovnice iz Eastwicka, Міський театр Любляни, в ролі Олександри Споффорд
- 2013, Komedija z ženskami, Міський театр Любляни, в ролі Хільде Прилл

## Дискографія

### Альбоми
- 1999, Ko vse utihne - «Waken now», «Midva bi lahko», «Moja mala dlan»
- 2000, To je sada amore - «Roža», «100 solzic», «Spomni se»

### Пісні
- «Zbudi se» (відеокліп)
- «Waken now»
- «Za vsako rano» (відеокліп)
- «Brez tebe ne bi» (відеокліп)
- «Julija» (відеокліп)
- «Simpatija»
- «Jablana»
- «Moja mala dlan»
- «Midva bi lahko»
- «100 solzic»
- «Spomni se»
- «Roža»
- «V dolini tihi» (відеокліп) (дует з Перо Ловшиним)
- «Mambo italiano» (відеокліп)
- «Sinoči sem na vasi bil» (відеокліп) (дует із Сашею Лошичем )
- «Lajanje v luno»
- «Na božični večer»
- «Novoletni objem» (відеокліп)